# Amentielles Syndrom
Ein amentielles Syndrom (lateinisch Amentia) ist eine akute halluzinatorische Verwirrtheit mit Desorientiertheit, Ratlosigkeit, illusionärer Verkennung der Wirklichkeit und zusammenhanglosem Denken. Es tritt als Begleiterscheinung bei Gehirnschädigungen und körperlich begründbaren Psychosen, beispielsweise beim Alkoholdelir auf.